# جرن الشاويش (مسلسل)
جرن الشاويش مسلسل سوري أنتج عام 2007 وهو فكرة وإعداد د. نبيل طعمة، وسيناريو وحوار سلمى اللحام، ومن إخراج هشام شربتجي. أنتجته شركة الشرق للإنتاج والتوزيع الفني.

## العمل
تتناول أحداث المسلسل حياة أسر دمشق في الفترة التي تلت معركة ميسلون ودخول القوات الفرنسية إلى سورية. فاستعدت أحياء

## الفريق الفني
باسل خياط
ديمة قندلفت
حسن دكاك
عبد المنعم عمايري
ليليا الأطرش
وائل أبو غزالة
مديحة كنيفاتي
ميرنا زينون
قمر مرتضى
شكران مرتجى
صباح بركات
نبال الجزائري
بسام لطفي
حنان اللولو